# Malu

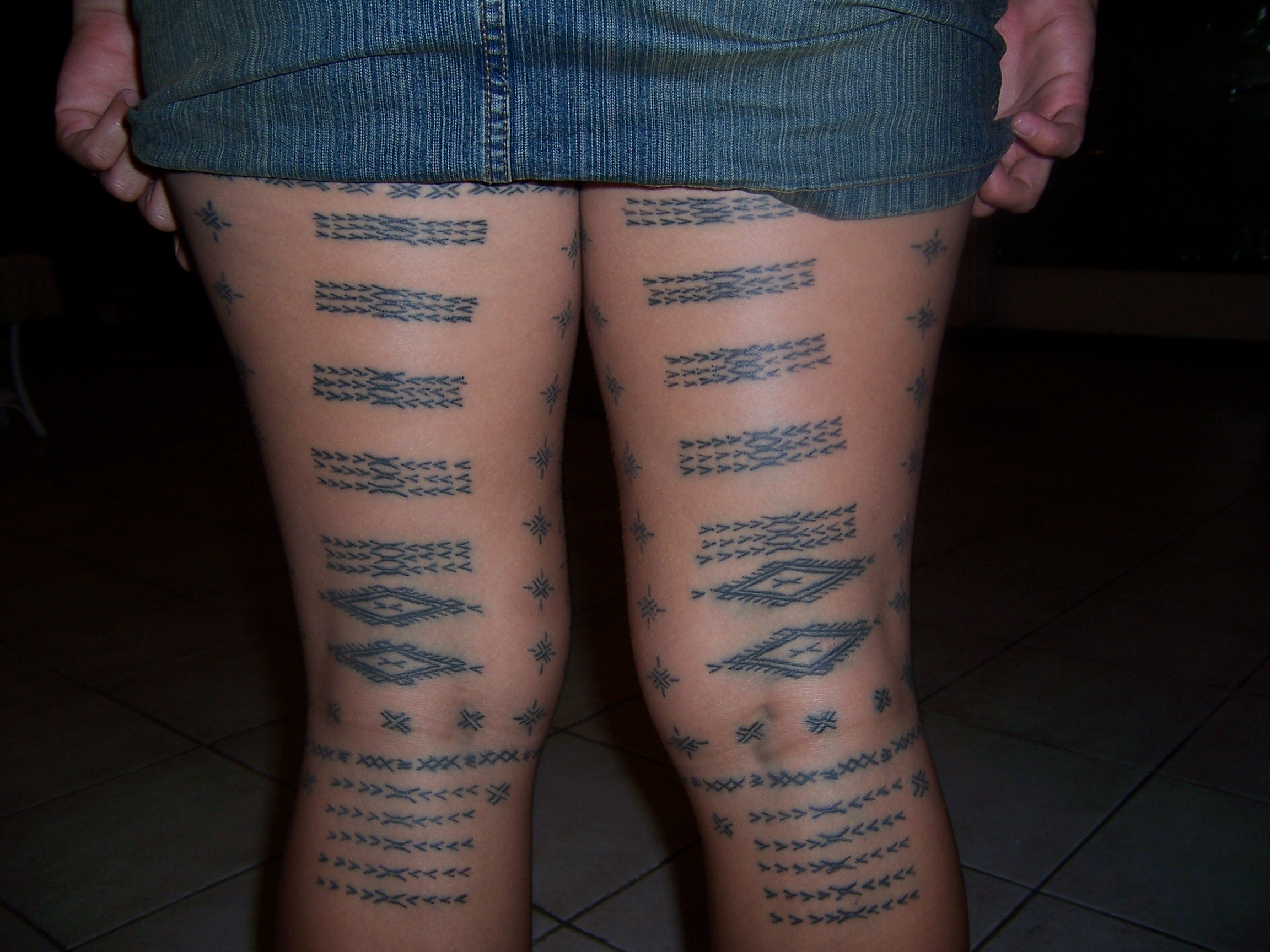
Una dona samoana amb un malu, 2005

Malu és una paraula samoana per a un tatuatge específic de la dona i que té un significat cultural.
El malu cobreix les cames des de just a sota del genoll fins a les cuixes superiors, just per sota de les natges, i normalment té un disseny més fi i delicat en comparació amb el pe'a, el tatuatge equivalent per als homes. El malu pren el seu nom d'un motiu particular del mateix nom, generalment tatuat a la sofraja (de vegades anomenada buit popliti), darrere del genoll. És un dels motius clau que no es veuen en els homes. Segons l'estudiós samoà Albert Wendt i el tatuador Su'a Suluape Paulo II, el terme «malu» en tatuatge fa referència a nocions de defensa i protecció.
Les samoanes també es tatuaven les mans i, de vegades, a l'abdomen inferior. Aquestes pràctiques han experimentat un ressorgiment des de finals de la dècada del 1990.

## El significat del malu

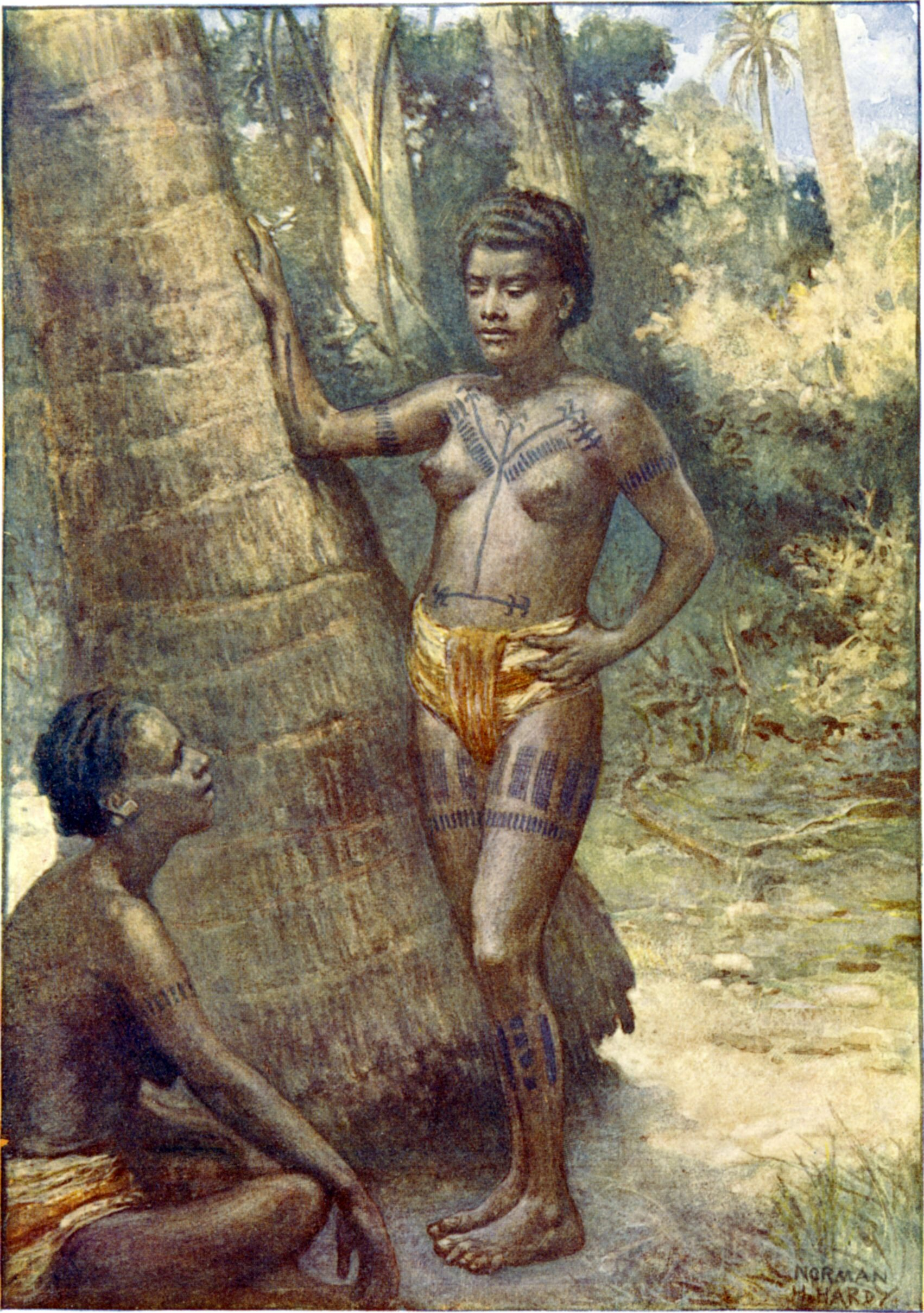
Dona de l'illa Rennel amb un malu, 1911

A finals del segle xix i principis del xx, només la filla del cap era escollida per tenir el malu, i es realitzava a aquestes noies joves durant els anys posteriors a la pubertat. S'esperava que les dones amb el malu realitzessin tasques clau a les cerimònies i que representessin a les seves famílies i pobles en ocasions cerimonials.
Tanmateix, el 1930, l'antropòleg Te Rangi Hiroa va observar que «.. el tatuar a una nena s'utilitza sovint com una oportunitat perquè un tatuador pugui millorar la seva habilitat». Sovint és un motiu suficient perquè un tatuador principiant tingui l'oportunitat de practicar i estar ben alimentat durant el període ocupat per l'operació «... per tatuar la filla d'un alt cap, qui es convertirà la taupou del poble, es pot entendre fàcilment que un artista expert sigui requerit i la seva recompensa sigui més gran».
Actualment els papers cerimonials encara són importants a la societat samoana i estan restringits de manera similar a persones particulars amb requisits correctes i coneixements culturals, però la importància del malu s'ha desplaçat. Des d'almenys la dècada del 1990, hi ha hagut menys èmfasi en els requisits principals, i les dones de diverses classes socials i edats s'han tatuat amb el malu. Tanmateix, el malu no és important per a tots els samoans, o l'únic símbol del compromís o participació dels individus en la vida cultural samoana. A les comunitats samoanes d'algunes esglésies, els homes i les dones s'han desanimat de tatuar-se.
A Nova Zelanda i Austràlia, el malu és cada cop més important com un símbol de la identitat cultural samoana, més que no pas un significant de la capacitat de les persones per dur a terme funcions cerimonials específiques de Samoa.
Els significats contemporanis i el significat del malu sovint són contundents i, en els últims anys, s'han fet notar especialment en els fòrums de xarxes socials quan els tatuadors i els tatuats comparteixen fotografies dels seus tatuatges. A partir d'aquests debats més públics es reconeix que els canvis de significat per a totes les formes de tatuatge de Samoa estan sent creats tant per les persones que porten les imatges com els tatuadors que els creen.

## El malu i les no-samoanes
També hi ha relats de dones no-samoanes que es fan el malu. Una estatunidenca anomenada Elsie Bach, que va treballar com a voluntària de Peace Corps a Samoa durant la dècada del 1970. Ella va desenvolupar relacions sòlides amb les famílies de la comunitat samoana, i va rebre un malu i un títol matai (cap) en reconeixement.
A mesura que els tatuadors samoans han viatjat i treballat als Estats Units d'Amèrica i Europa, les dones d'altres orígens ètnics i nacionalitats s'han tatuat el malu o elements semblants. Per a alguns samoans aquesta pràctica és controvertida i sovint és un tema de debat en les discussions de les xarxes socials.